# Pusher II
Pusher II (også kendt som Pusher II: With Blood on My Hands) er en dansk thriller fra 2004, skrevet og instrueret af Nicolas Winding Refn. Det er den anden film i Pusher-trilogien. Hovedrollen spilles af Mads Mikkelsen som den kriminelle Tonny. De øvrige roller spilles af Leif Sylvester Petersen, Anne Sørensen og Kurt Nielsen. Mange af filmens roller spilles af personer, som har været tilknyttet Anonyme Narkomaner. Det meste af filmen foregår på Amager.

## Handling
Tonny afsoner sin sidste dag af en fængselsstraf. Hans cellekammerat leverer en rådgivende monolog for Tonny, om at han skal overvinde sin frygt. Han minder Tonny om, at han skylder penge, men har valgt at give ham mere tid, af respekt for Tonnys far, Smeden, en frygtet og kynisk gangster. Efter sin løsladelse besøger Tonny sin fars autoværksted på Amager i håb om at få et arbejde. Smeden giver Tonny en kold modtagelse, men giver Tonny et job på forsøgsbasis. Tonny stjæler en Ferrari i håb om at imponere sin far, men bilen bliver afvist og Smeden skælder Tonny ud.
Tonny får at vide, at han er blevet far til en lille dreng, moren er Charlotte. Charlotte har selv opdraget barnet, og kræver, at Tonny begynder at betale børnepenge. Derefter deltager Tonny i et vellykket bilrøveri for Smeden.
Tonny begynder også at hjælpe den lokale alfons og gangster, "Kusse Kurt", med at lave en heroin-handel med den serbiske narkobaron Milo. Handlen foregår på hotel, og ved et uheld skyller Kurt al heroinen ud i toilettet. Kurt har nu en stor gæld. Han overbeviser Tonny til at hjælpe ham. Kurt vil lave en løgnehistorie om, at han er blevet overfaldet og berøvet, så han får tid til at skaffe penge. Senere besøger Tonny Charlotte og deres søn, hvor Tonny også lærer at skifte sin søns ble. Ø afslører overfor Tonny, at han er ved at gifte sig med sin kæreste Gry.
Ved Øs bryllup, holder Smeden en tale, hvor han fortæller at han tænker på Ø som en søn, hvorefter han også irettesætter Tonny. Senere bliver Tonny fuld og bliver vred, da han ser Charlotte forsømme deres barn idet hun sniffer kokain med Gry. Han insisterer på, at hun tager barnet hjem, men hun nægter. I raseri angriber Tonny Charlotte. Tonny indser, at han endnu en gang har dummet sig, og vælger at forlade festen. Kurt overbeviser Tonny til at hjælpe ham med at smadre hans lejlighed, for at støtte deres historie om røveriet. I Kurts lejlighed begynder de at smadre forskellige ting. Kurt slår en prostitueret ned, der kommer fra hans soveværelse – dette bliver Tonny dog vred over, og fortæller, at han ikke længere vil hjælpe Kurt med historien om det falske røveri. Kurt afslører, at hans finansielle bagmand er Smeden, og at han har løjet så Tonny også vil få del i gælden.
Tonny tager derefter tilbage til brylluppet for at finde en måde at forene og betale af på sin gæld til sin far. Da han ingen penge har, foreslår han at skræmme Smedens ekskone Jeanette, der forsøger at tage forældremyndigheden over sin søn. Smeden insisterer på, at Tonny skal dræbe hende. Tonny tager ned til Jeanette, der arbejder på Kurts bordel. Efter hjemkomsten til sin far, indrømmer Tonny, at han ikke slog Jeanette ihjel. Smeden begynder at skælde voldsomt ud, og fortæller at han intet betyder for ham. I vrede slår Tonny sin far ihjel. Bagefter tager Tonny hjem til Charlottes lejlighed, hvor han tager sin søn med, og sammen tager de med en bus ud af byen.

## Medvirkende
- Mads Mikkelsen som Tonny: Smedens søn og en plaget kriminel
- Leif Sylvester Petersen som Smeden: En berygtet gangster og Tonnys far
- Anne Sørensen som Charlotte: En prostitueret og mor til Tonnys nyfødte dreng
- Øyvind Hagen-Traberg som Ø: Tonnys ven og Smedens betroede medarbejder
- Kurt Nielsen som Kusse Kurt: En utroværdig alfons og narkohandler
- Karsten Schrøder som Røde: Smedens bror og samarbejdspartner
- Maria Erwolter som Gry: Ø's kæreste
- Zlatko Burić som Milo: En serbisk narkobaron
- Ilyas Agac som Muhammed: En kriminel indvandrer og våbenhandler
- Linse Kessler som Jeanette: En prostitueret og Smedens ekskone
- Svend Erik Eskeland Larsen som Svend
- Aino Junka som stripper

## Produktion

### Udvikling
Den oprindelige Pusher var en stor succes og Nicolas Winding Refn havde ingen planer om at lave en fortsættelse. Men efter at have fået en gæld på 5,5 millioner kroner i 2003 efter den kunstnerisk ambitiøse publikumsfiasko Fear X besluttede Refn at lave en 2'er og 3'er i trilogien. Refn besluttede at gentage Tonny fra Pusher og opbyggede således en historie omkring ham. Refn skrev manuskriptet til Pusher II på en weekend. Mads Mikkelsen spillede Tonny for anden gang. Mikkelsen fik kritikerros for sin præstation som Tonny.

### Optagelser
Nicolas Winding Refn genbrugte mange af hans stilistiske og optagereaktionstider som teknikker fra hans andre film. Han optog scenerne i næsten helt kronologisk rækkefølge med håndholdt kameraføring i en dokumentarisk stil. Refn holdt temaet med fremtrædende mørke og skygge. Grundet Refns farveblindhed, optog han nogle scener i levende monokrom. Nogle scener i filmen er næsten helt røde, som Refn menes at rødt er den mest organiske og følelsesmæssige farve. Tonnys ironiske tatovering uddyber "RESPEKT" på nakken og vises tydeligt gennem hele filmen – det var egentligt tænkt at Tonnys tatovering skulle være et hagekors.[kilde mangler]

## Modtagelse

### Anmeldelser
| Pusher II: With Blood on My Hands | Pusher II: With Blood on My Hands |
| Samlet vurdering                  | Samlet vurdering                  |
| Kilde                             | Vurdering                         |
| --------------------------------- | --------------------------------- |
| Metacritic                        | 78/100                            |
| Rotten Tomatoes                   | 100%                              |
| Anmeldernes vurdering             |                                   |
| Kilde                             | Vurdering                         |
| B.T.                              | [ 6 ]                             |
| Berlingske Tidende                | [ 7 ]                             |
| Børsen                            | 5/6 stjerner                      |
| Ekstra Bladet                     | [ 6 ]                             |
| Information                       | [ 8 ]                             |
| Jyllands-Posten                   | [ 6 ]                             |
| JydskeVestkysten                  | [ 6 ]                             |
| Kristeligt Dagblad                | [ 9 ]                             |
| Politiken                         | [ 6 ]                             |

Filmen fik en fremragende modtagelse af de danske anmeldere.
Ekstra Bladets anmelder Jonna Gade uddelte seks ud af seks stjerner for et "totalt upoleret og suverænt underholdende actiondrama" og betegnede Mikkelsens præstation som uforlignelig skær og stærk.
Politikens anmelder Kim Skotte gav fem ud af seks hjerter, kaldte filmen for brutalt vellykket og skrev, at den var Refns bedste til dato.
I sin anmeldelse for Jyllands-Posten uddelte Kim Foss ligeledes fem ud af seks stjerner og beskrev filmen som et exceptionelt strømførende drama.
Informations anmelder Claus Christensen gav også fem ud af seks stjerner til filmen og beskrev den som en kunstnerisk stærk to'er, der overgår etteren på næsten alle planer. JydskeVestkystens anmelder Carsten Grubach uddelte fem ud af seks stjerner og roste Refn for "med millimeterpræcis miljøbeskrivelse [at få] en forholdsvis lille historie til at gøre et gigantisk indtryk."
Anmelderne hos B.T. og Berlingske Tidende uddelte fire ud af seks stjerner. B.T.s anmelder Jacob Wendt Jensen kaldte filmen medrivende, men understregede samtidigt, at den ikke var så overrumplende og genredannende som etteren. Berlingskes anmelder Ebbe Iversen vurderede filmen til primært at være båret af Mikkelsens store skuespilpræstation, men skrev desuden, at filmen "[er] lavet med så dynamisk og kompromisløst talent, at man på én gang deprimeret og medrevet bøjer sig i betuttet beundring." For Weekendavisen, der ikke uddeler stjerner, skrev Bo Green Jensen, at Mikkelsen "er hjerteskærende god som den skiftevis stolte og krybende Tonny, der har problemer med alt her i verden." Jensen roste videre Refn for at være en ener på den danske filmscene.
Kristeligt Dagblads anmelder Palle Lauridsen uddelte to ud af seks stjerner og skrev, at "Pusher II er en grim film om nogle dumme mennesker i et afskyeligt miljø." Lauridsen skrev desuden, at hans ubehag ved at se filmen gjorde det svært at få øje på gode skuespilpræstationer, men bemærkede dog, at Mikkelsen uden tvivl leverede en.

## Soundtrack
Refn fandt også stor omhu i udvælgelsen af musikken til filmen. Hans inspiration kom fra filminstruktøren John Carpenter, som selv komponerede musikken til nogle af hans film.[kilde mangler] Musikken er dog ikke lavet af Refn, men kommer fra flere forskellige musikere og bands, bl.a. Peter Peter i The Bleeder Group.

## Trilogi
Pusher II er den anden film i Pusher-trilogien.
- Pusher (1996) følger Tonnys partner Frank og hans desperate forsøg på at skaffe penge efter en mislykket narkohandel
- Pusher III (2005) følger narkobaronen Milo, der kæmper med problemer inden for narkohandel og sit eget stofmisbrug